# Требник
Требник је православна богослужбена књига која садржи изложење свештенодејстава и молитвословља која се обављају за потребу и по захтеву једног или више лица, у одређеним околностима. У таква свештенодејства спадају пре свега чинови свих Светих Тајни, затим чинови погребења упокојених, освећења воде, монашење, освећења храмова и многи други који се тичу различитих случајева хришћанског живота. Постоје Велики, Мали и Допунски Требник.

## Велики требник
Велики требник се састоји из два дела: први део садржи поредак Светих Тајни и других свештенодејстава која прате човека од рођења па до смрти и након тога. Други део садржи кратка молитвословља за различите потребе. Као допуна у Требник улази још и Месецослов и „Списак хришћанских имена по азбучном реду“.

## Мали Требник
Мали Требник представља извод из Великог Требника направљен за потребе молитвословља изван храма.

## Допунски Требник
Допунски Требник садржи чинове освећења храма и ствари које припадају храму, као што су различити црквени предмети, одежде, иконе и слично. Овај допунски требник често се спаја у једну књигу са Малим Требником.